# Félix Welkenhuysen
Félix Welkenhuysen (12 de dezembro de 1908 - 20 de abril de 1980) foi um futebolista belga que competiu na Copa do Mundo FIFA de 1934 como capitão da seleção.